# Porat
Porat je manjše naselje s pristaniščem na otoku Krku (Hrvaška), ki upravno spada pod občino Malinska-Dubašnica; le-ta pa spada pod Primorsko-goransko županijo.

## Geografija
Porat leži na severozahodni obali Krka, na koncu jugozahodne strani širokega Malinskega zaliva, nad manjšim zalivčkom, zahodno od Malinske. Kraj je s cesto povezan z ostalimi naselji na otoku.
Na koncu okoli 60 m širokega in 100 m dolgega zalivčka je manjši pomol, pri katerem je globina morja do 1,5 m. Na začetku vstopa v zalivček je okoli 70 m dolg kolenast valobran, na katerem je možen privez plovil z ugrezom do 2 m. Majhna luka je  dobro zavarovana pred vsemi vetrovi, le morje lahko postane pri močnejši burji valovito.

## Zgodovina
Frančiškanski samostan, ki stoji zahodno od naselja je bil postavljen okoli leta 1500. Samostan je današnjo podobo dobil v 17. stoletju. Ob samostanu stoji cerkev sv. Marije Magdalene, postavljena v sredini 16. stoletja.
Zahodno od Porata nad zalivčkom Sv. Martin se nahajajo ruševine benediktinkega samostana in cerkvice iz 12. stoletja.

## Demografija
| Pregled števila prebivalcev po letih | Pregled števila prebivalcev po letih | Pregled števila prebivalcev po letih | Pregled števila prebivalcev po letih | Pregled števila prebivalcev po letih | Pregled števila prebivalcev po letih | Pregled števila prebivalcev po letih | Pregled števila prebivalcev po letih | Pregled števila prebivalcev po letih | Pregled števila prebivalcev po letih | Pregled števila prebivalcev po letih | Pregled števila prebivalcev po letih | Pregled števila prebivalcev po letih | Pregled števila prebivalcev po letih | Pregled števila prebivalcev po letih |
| ------------------------------------ | ------------------------------------ | ------------------------------------ | ------------------------------------ | ------------------------------------ | ------------------------------------ | ------------------------------------ | ------------------------------------ | ------------------------------------ | ------------------------------------ | ------------------------------------ | ------------------------------------ | ------------------------------------ | ------------------------------------ | ------------------------------------ |
| 1857                                 | 1869                                 | 1880                                 | 1890                                 | 1900                                 | 1910                                 | 1921                                 | 1931                                 | 1948                                 | 1953                                 | 1961                                 | 1971                                 | 1981                                 | 1991                                 | 2001                                 |
| 83                                   | 91                                   | 91                                   | 110                                  | 109                                  | 119                                  | 122                                  | 122                                  | 107                                  | 110                                  | 95                                   | 100                                  | 101                                  | 109                                  | 138                                  |